# エンドラーズ・ライブベアラ
エンドラーズ・ライブベアラ（Endler's Livebearer, 学名 Poecilia wingei）は、体長3cm - 6cm程のベネズエラ・スクレ州パリア半島に生息する卵胎生の淡水熱帯魚。2005年にスクレ州カンポマの個体群が記載された。

## 概要
雄の色鮮やかな体色が特徴的な、グッピーによく似た熱帯魚である。1975年、John A. Endlerがクマナ市の湖で採集したことにより広く認知された。「エンドラーズ・ライブベアラ」の通称は彼に由来している。
本種として流通するものはグッピーとの人為的交雑種である可能性がある。また、現在流通している魚の主要な採集地であるクマナ市ラグナ・デ・パトスの個体群は1970年代以降にグッピーとの自然交雑が起きた可能性が示唆されている。
多様な体色パターンを持ち、それらを固定したものは特別なニックネームで呼称、流通される。本種を交雑に用いた観賞用グッピーの作出も見られる。

## 生態
生態は多くの点でグッピーに近似している。卵胎生魚であり、雌雄の性的二型がある。雄はグッピーと比べて体格が小さく細身で色鮮やかな体色を持つ。雌は大きく灰色で腹部がふっくらしており、グッピーと体型がやや異なる。雑食性で様々な物を食べる。物の動きや照明の変化などに驚くと一斉にすばやく動く。稚魚の時点では雄雌とも灰色である事から区別がつきにくい。

## 飼育
生育環境は比較的幅広く、飼育・繁殖は容易である。